# Franz Gillmann

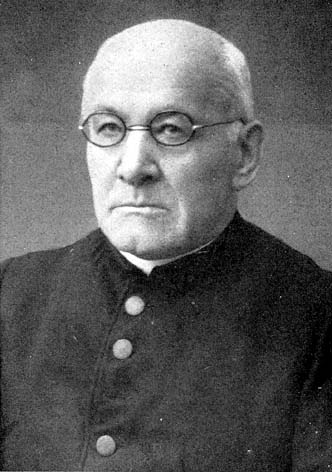
Professor Franz Gillmann

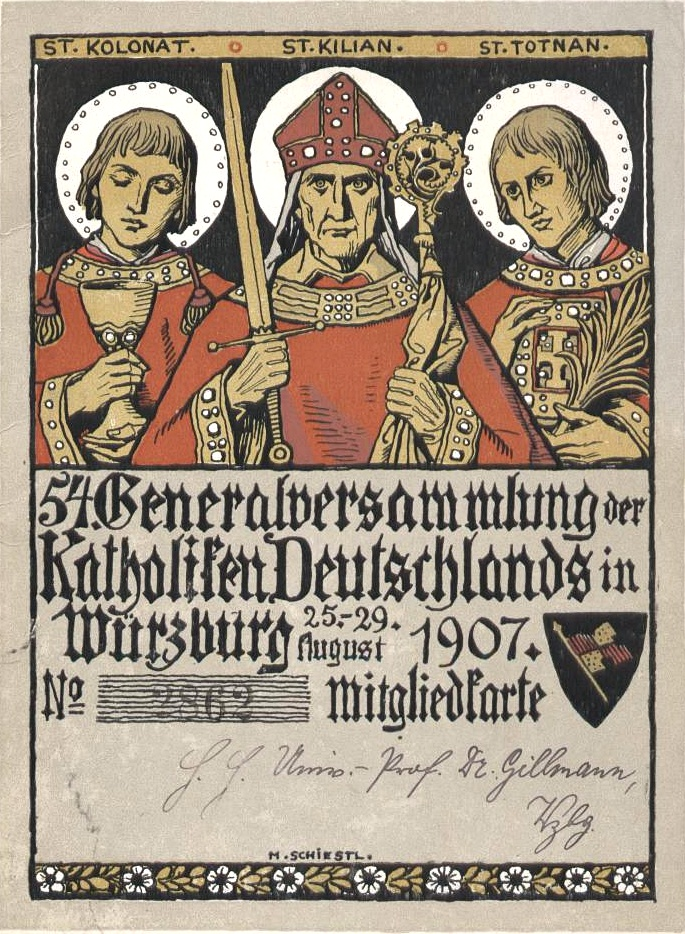
Teilnahmekarte Professor Gillmanns am Deutschen Katholikentag 1907, in Würzburg

Franz Gillmann (* 22. September 1865 in Landstuhl; † 23. Oktober 1941 ebenda) war ein katholischer Priester der Diözese Speyer und Theologieprofessor an der Universität Würzburg.

## Leben und Wirken
Er wurde geboren als Sohn eines Fuhrmannes, studierte 1883–1887 in München, erhielt 1888 in Speyer die Priesterweihe und amtierte dann kurzfristig Kaplan in Landau. Dann wirkte er als Repetent (Dozent) am Klerikalseminar Speyer. Von 1895 bis 1898 hielt sich Gillmann erneut an der Universität München auf, wo er 1898 mit der Dissertation „Die Resignation der Benefizien, historisch-dogmatisch dargestellt“ in Theologie promovierte. Danach kehrte er in sein Heimatbistum zurück und wurde erst Pfarrverweser, dann Pfarrer in Brücken, von wo er auch die Pfarrei Remigiusberg zu Haschbach mitverwaltete. Dort blieb er bis 1901. 
1903 habilitierte sich Franz Gillmann an der Münchner Universität und wurde 1904 zum Professor für Kirchenrecht in Würzburg ernannt. Hier lehrte und publizierte er bis zu seiner Pensionierung, nach welcher er als Emeritus weiterhin dort lebte. Er war bis an sein Lebensende im Bistum Speyer inkardiniert und trug den Titel eines Päpstlichen Hausprälaten.       
Franz Gillmann starb 1941 im Krankenhaus Landstuhl und wurde in seiner Heimatgemeinde beigesetzt. Er veröffentlichte diverse theologische Publikationen.